# Liste der Täler in Vorarlberg

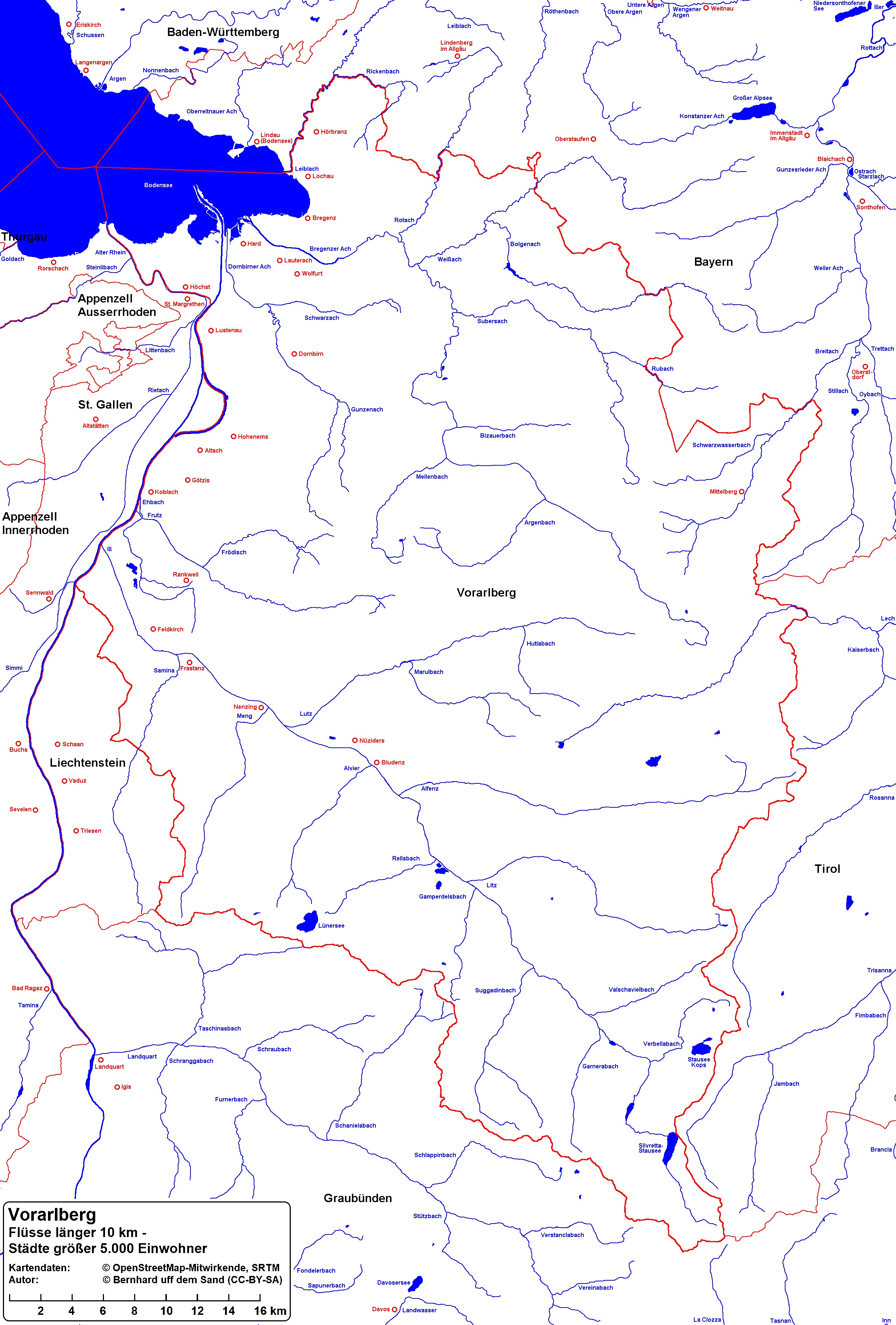
Flüsse in Vorarlberg

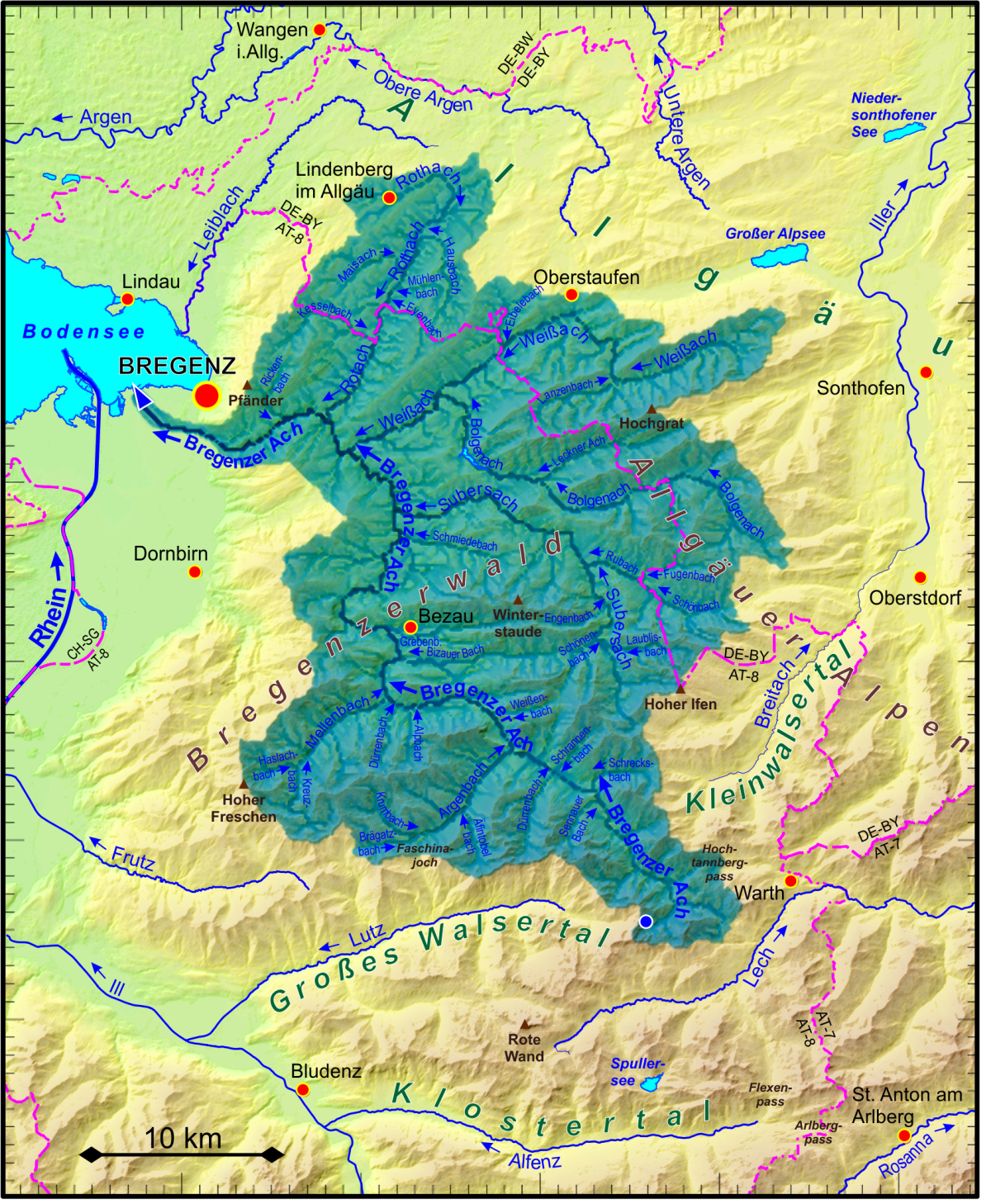
Einzugsgebiet der Bregenzer Ach, Täler im nördlichen Vorarlberg

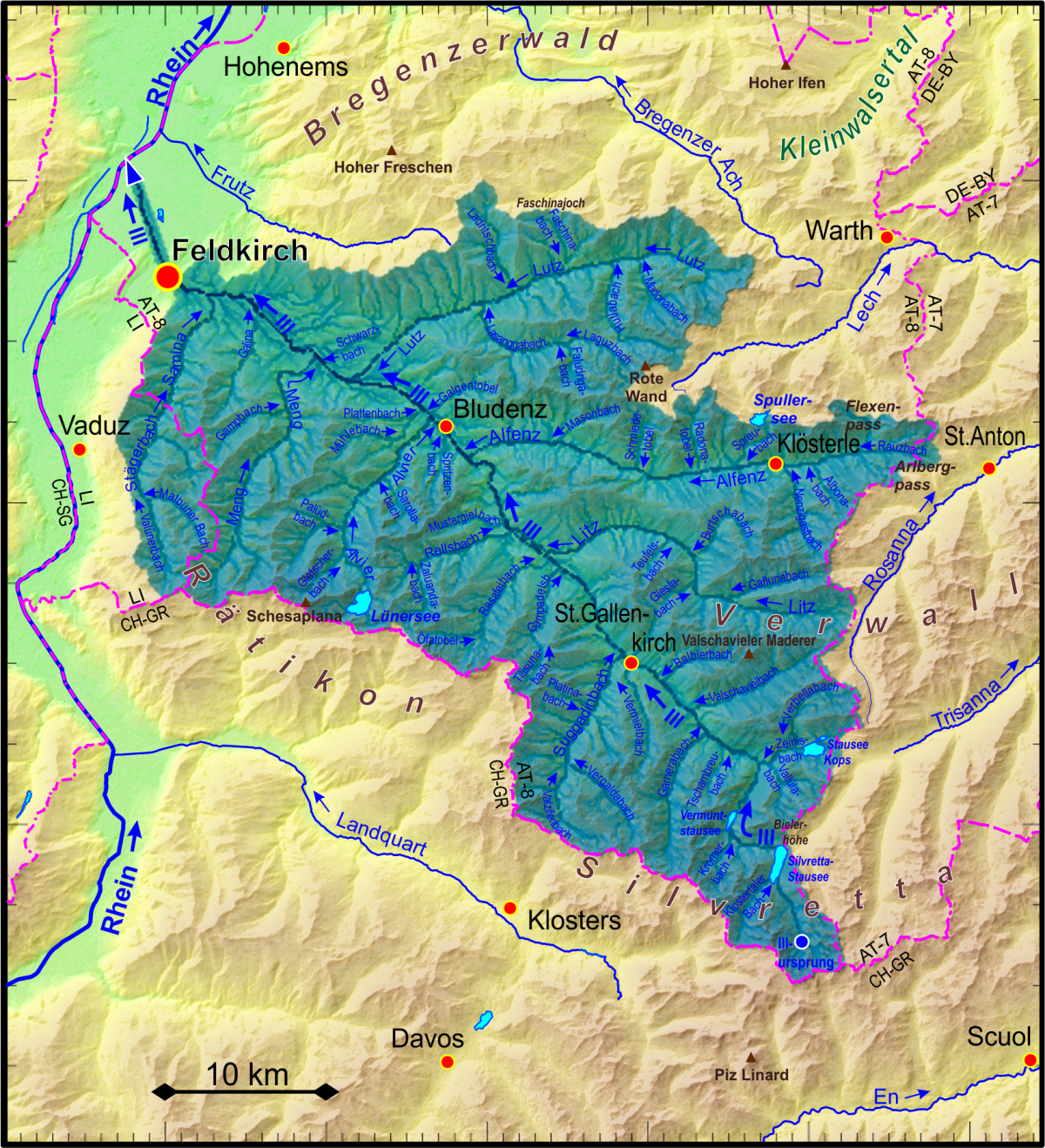
Einzugsgebiet der Ill, Täler im südlichen Vorarlberg

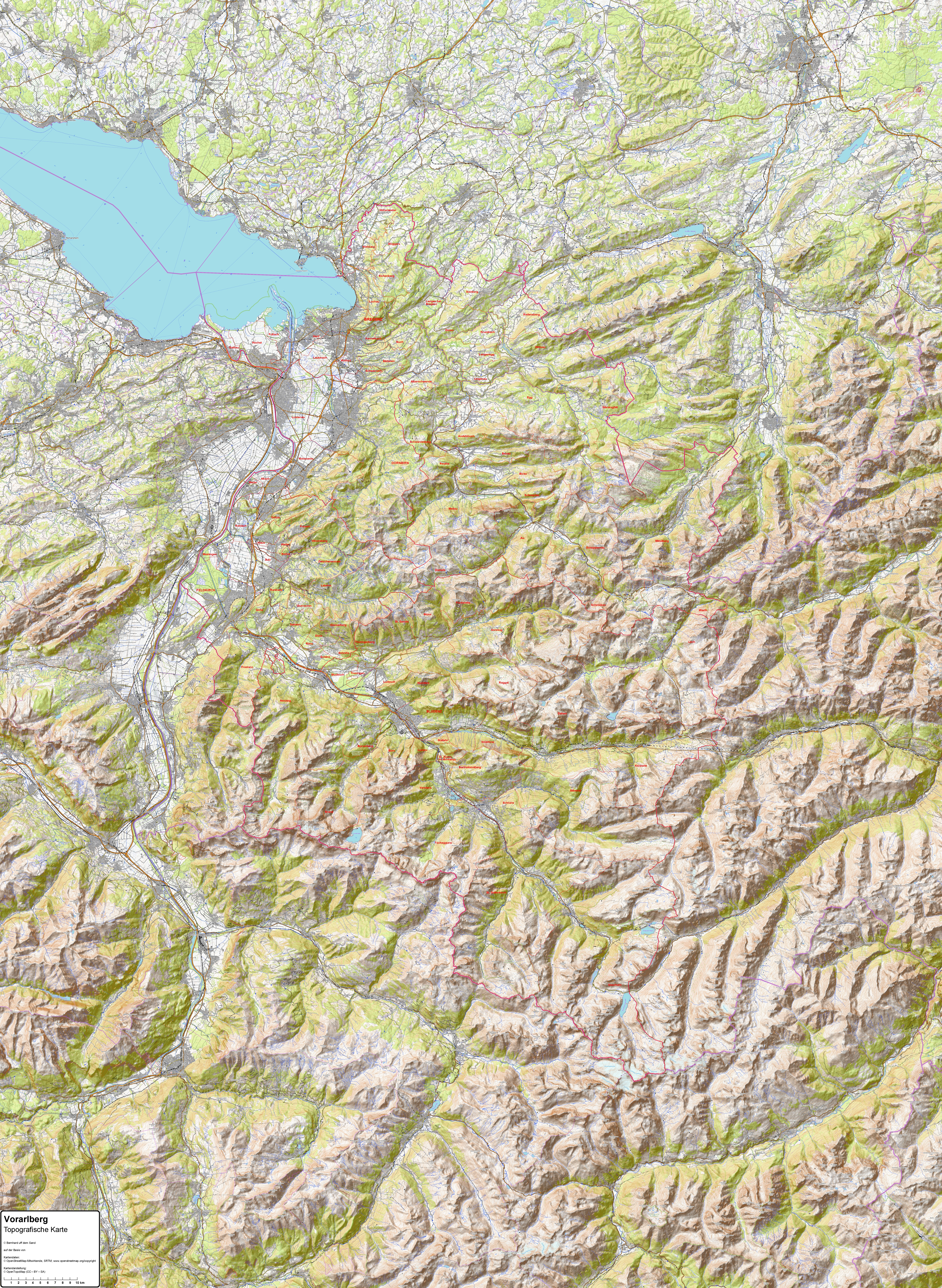
Topographie Vorarlbergs

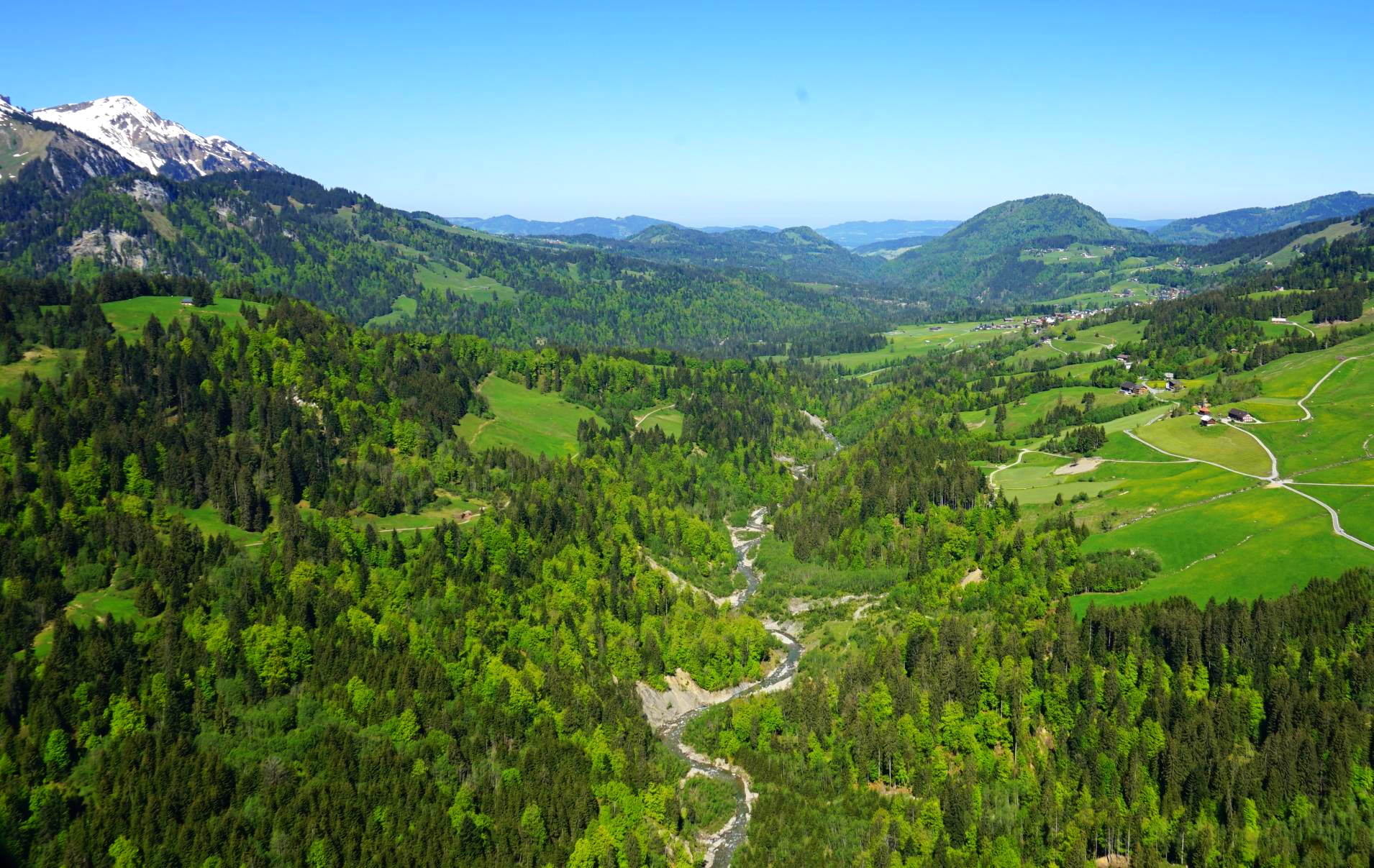
Rubachtal

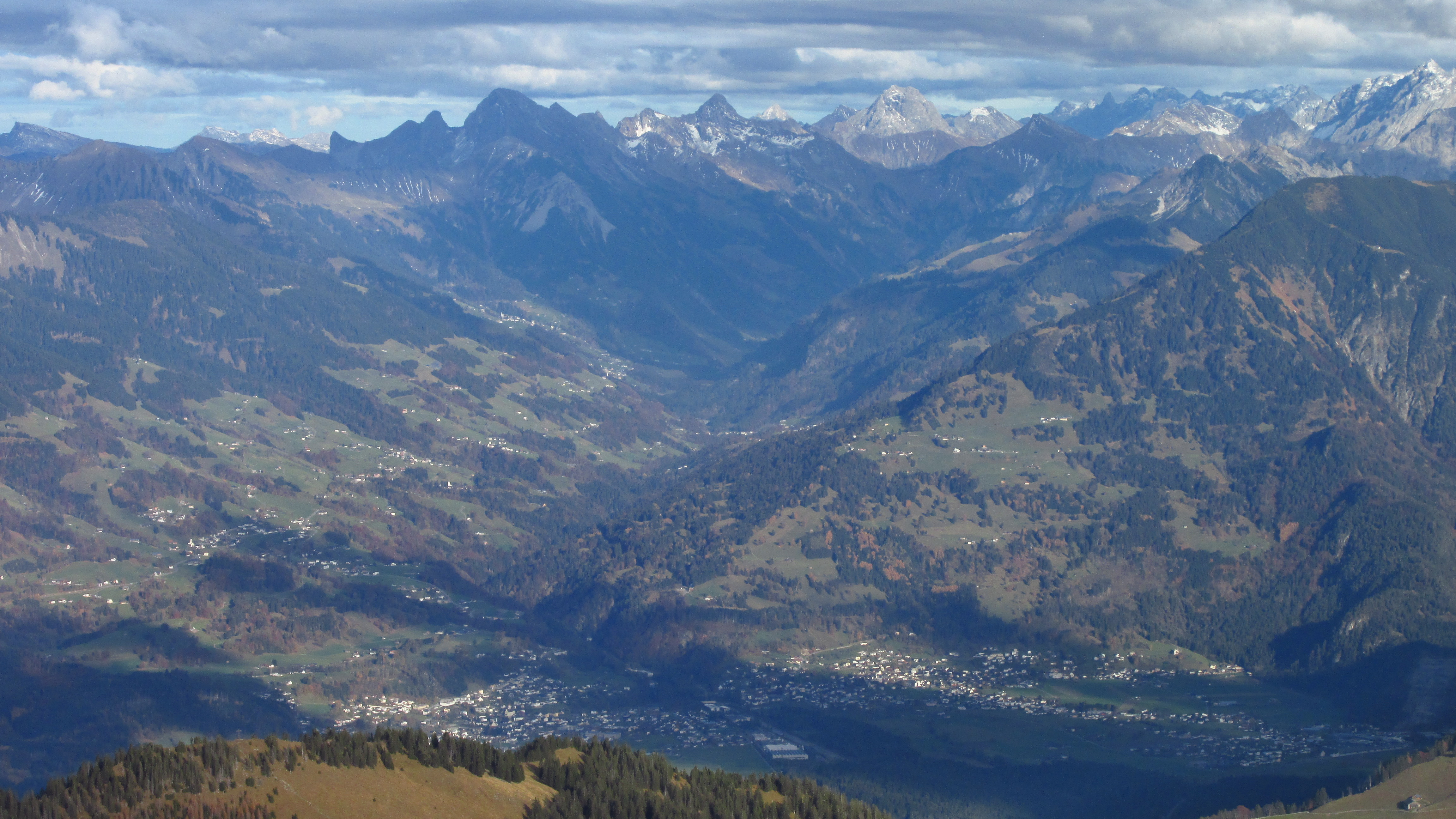
Großes Walsertal, vorne Walgau

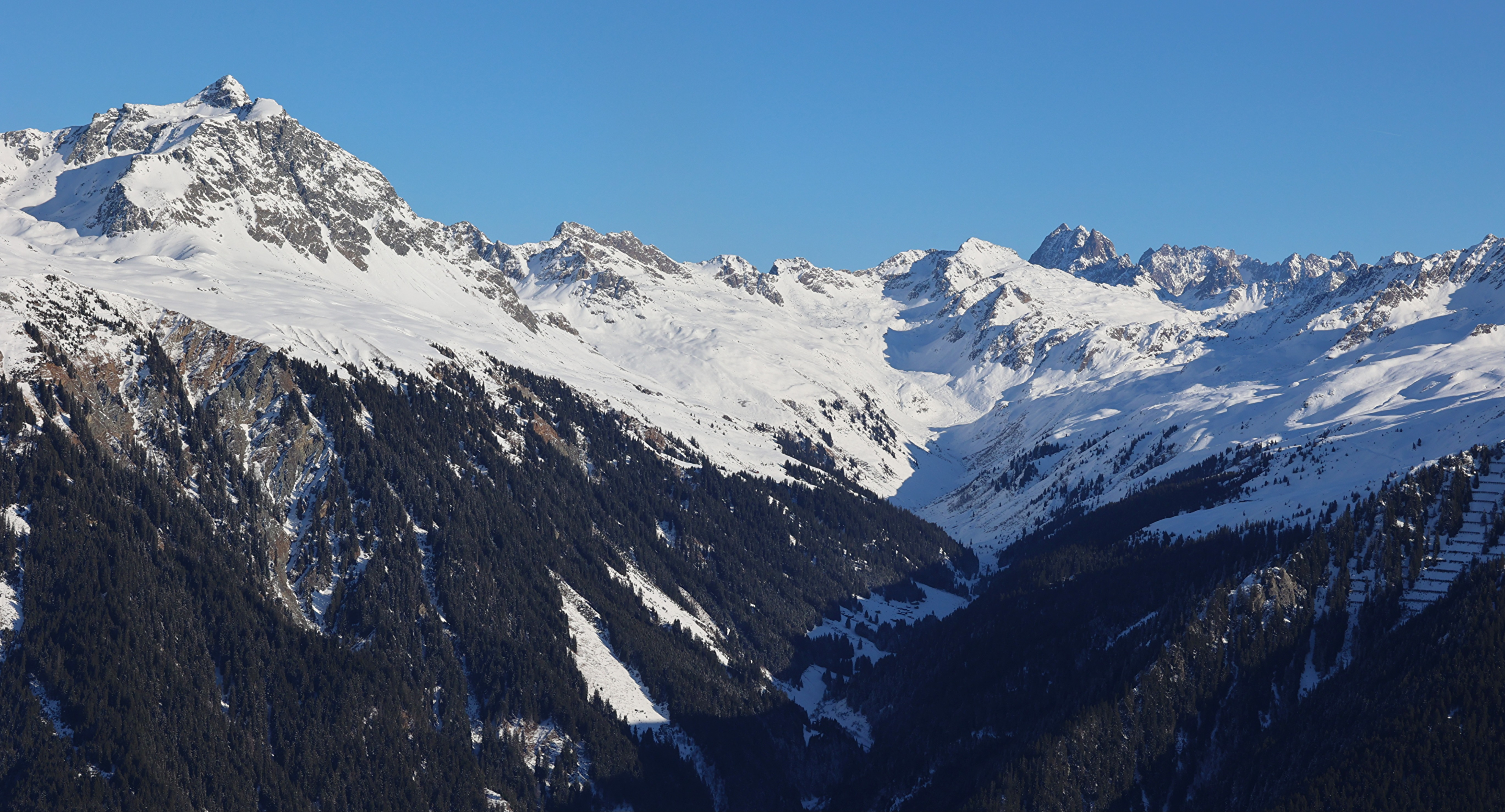
Valschavieltal im Winter

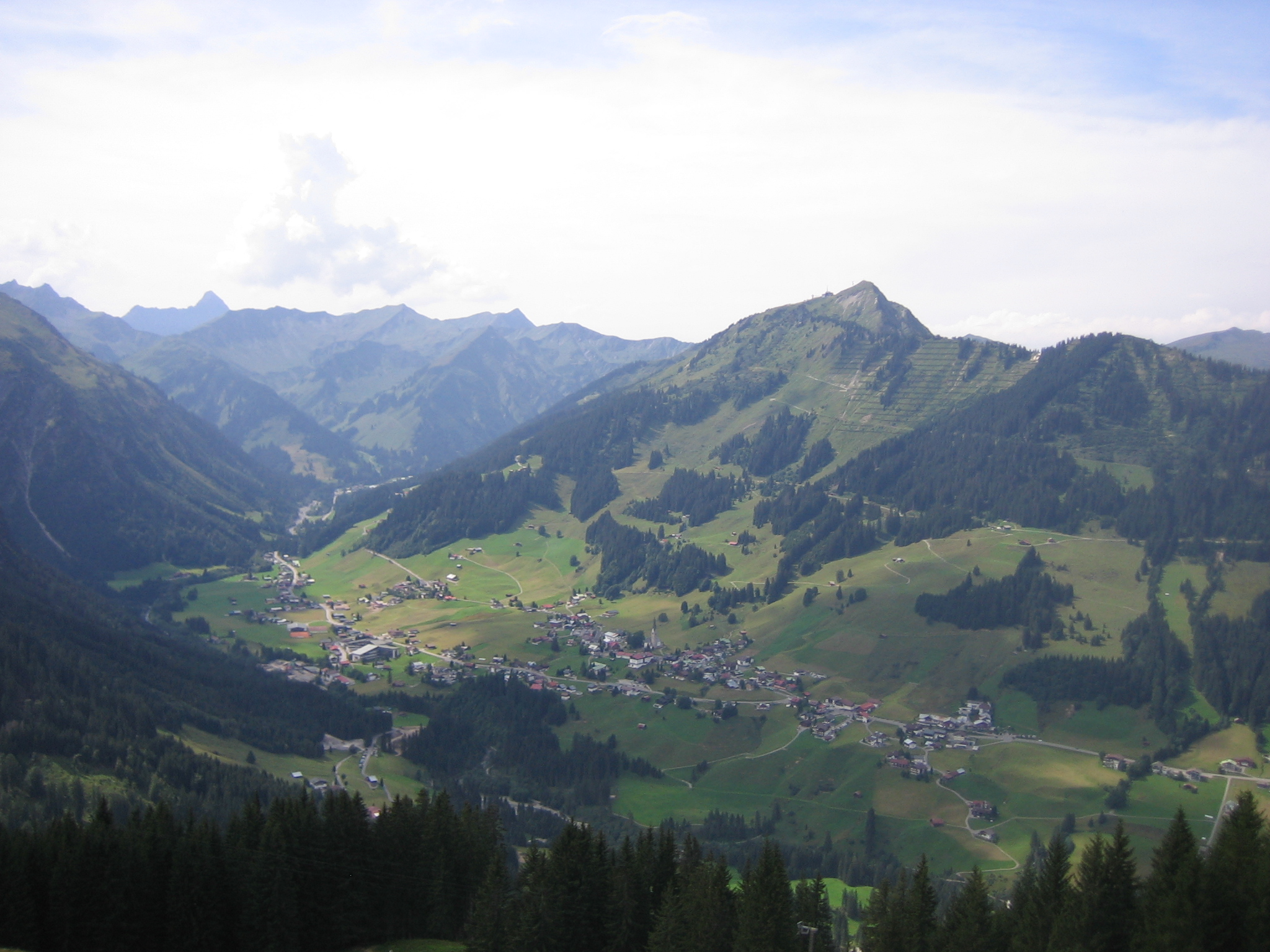
Kleinwalsertal

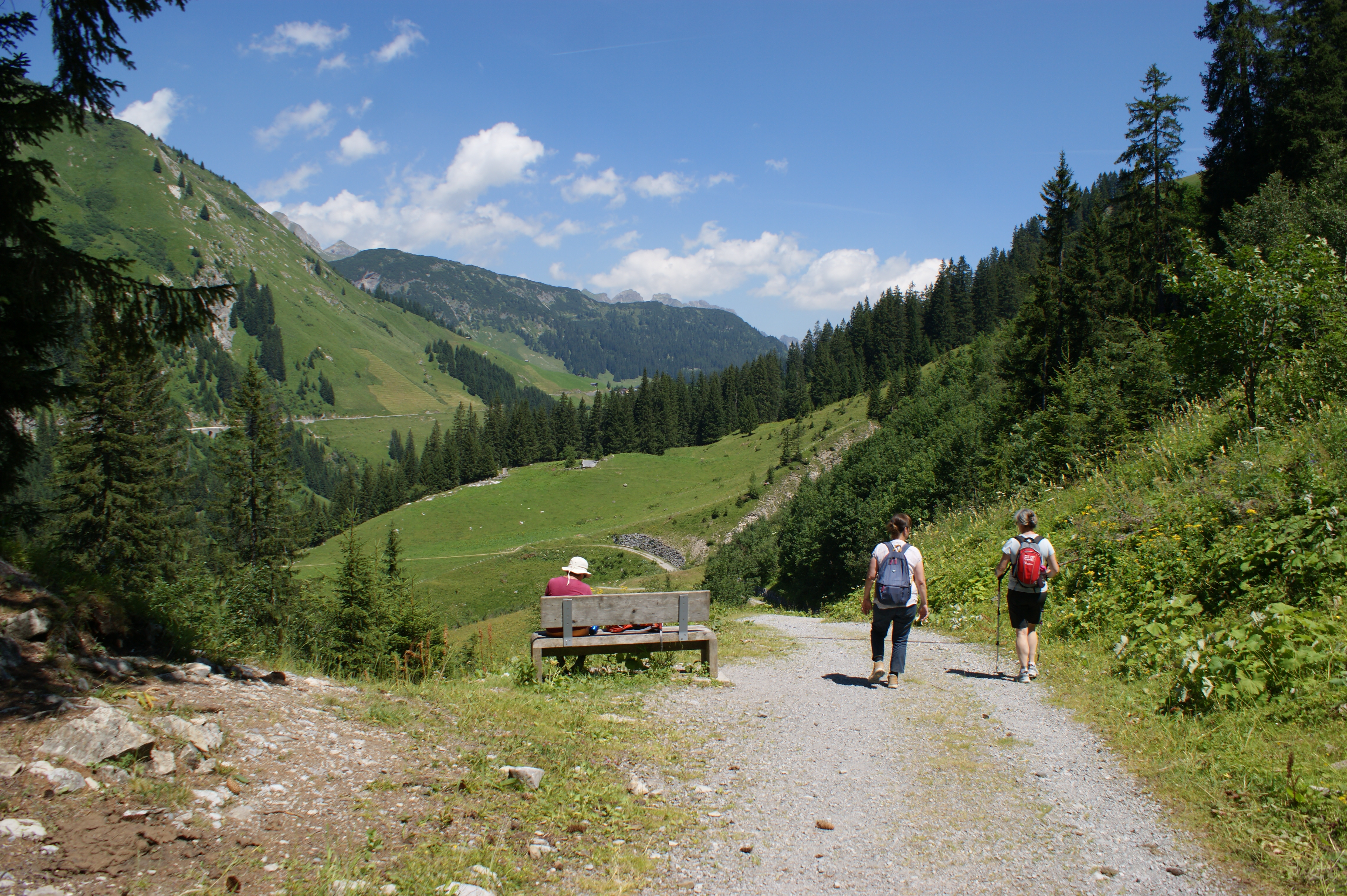
Hochtannberggebiet (Lechtal) zwischen Lech und Warth

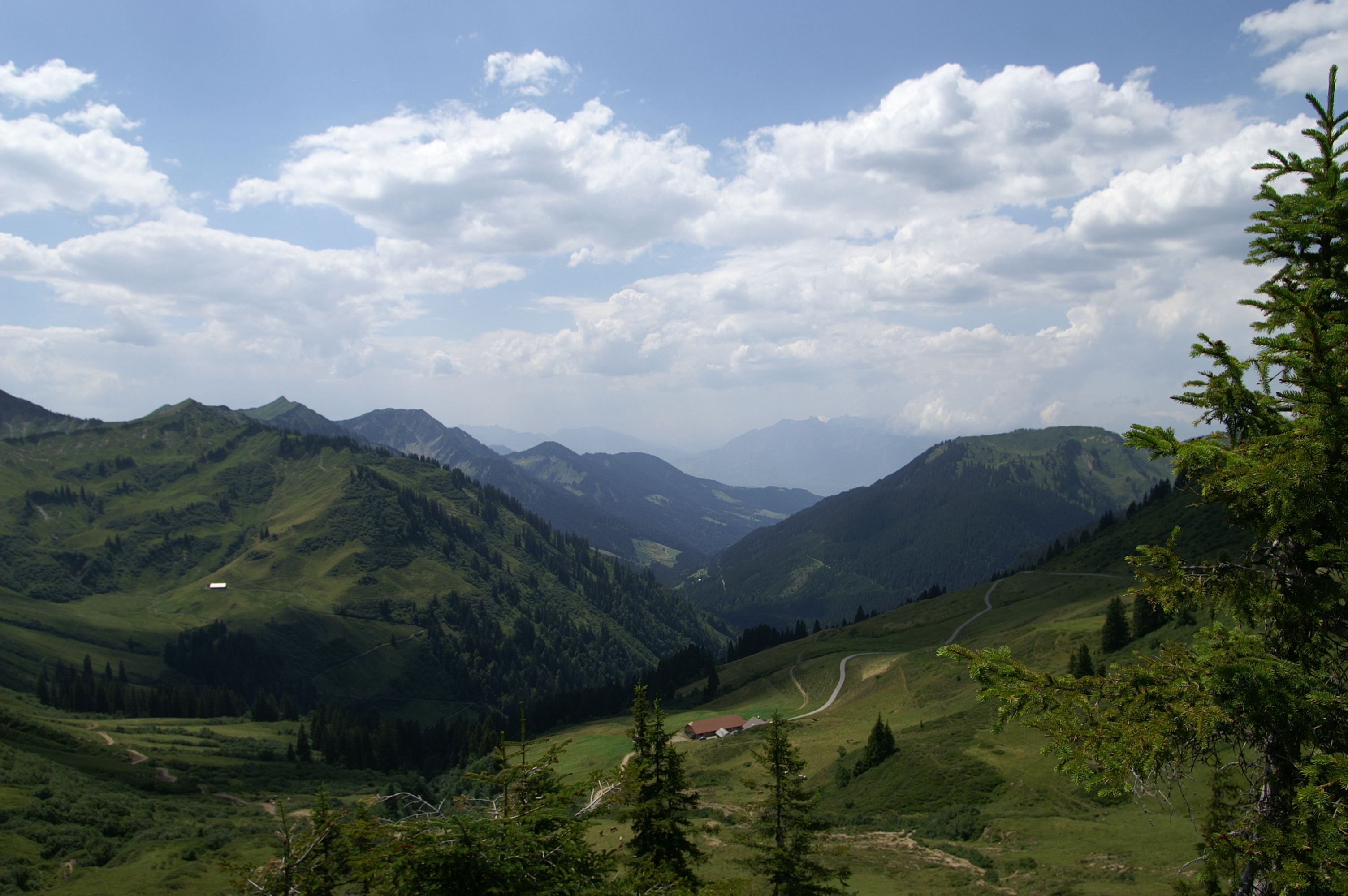
Laternsertal

Die Liste der Täler in Vorarlberg listet die Täler in Vorarlberg auf, strukturiert nach Regionen und Gewässern. Täler entsprechen im Gebirge meist dem Einzugsgebiet eines Fließgewässers. Täler sind wie Flusssysteme buschartig strukturiert. In der Liste sind Seitentäler oder Talabschnitte durch Einrückungen veranschaulicht.
Je kleiner ein Seitental ist, desto eher wird es zum Haupttal dazugerechnet. Beispielsweise wird das Gadental oft zum Großen Walsertal gerechnet, der Walgau hingegen nicht zum Alpenrheintal.
Vorarlberg ist geprägt von verschiedenartigen Tallandschaften. Das Spektrum reicht von der Metropolregion im Rheintal bis zu unerschlossenen Hochgebirgstälern. Die Form und Höhenlage der Täler bestimmt die Siedlungsdichte und die Wirtschaftsformen.
- Vorarlberger Rheintal: Region und Vorarlberger Teil des Alpenrheintals, Feldkirch bis Bregenz
  - Walgau: Region, Seitental des Rheintals und Tal der unteren Ill, Bludenz bis Feldkirch (inkl. Felsenau)
    - Klostertal: Region, Seitental des Walgaus und Tal der Alfenz, Arlberg bis Bludenz
      - Nenzigasttal: linkes unbewohntes Seitental, Alpe Nenzigast

    - Großes Walsertal: Region, rechtes Seitental des Walgaus und Tal der Lutz, Fürggele (Hochbergsattel) bis Thüringen
      - Gadental (Rotenbrunnenbach): linkes Seitental, Europaschutzgebiet, Hirschenspitze bis Kessischlucht
      - Hutlatal (Hutlabach): linkes Seitental, Unteres Johannesjoch bis Buchboden
        - Kleszenzatal: obere Talabschnitt bis Steilstufe zwischen Unterhutla Alpe und Kleszenza Alpe

      - Marultal (Marulbach, Laguzbach): linkes bewohntes Seitental, Rote Wand bis Raggal
        - Faludrigatal: Naturschutzgebiet Faludriga – Nova
        - Elstal

    - Brandnertal: linkes bewohntes Seitental des Walgaus und Tal der Alvier, Gafalljoch bis Bürs (inkl. Bürser Schlucht)
      - Seetal[2] (Lünersee): oberste Talabschnitt bis Brand
      - Zalimtal: Brandner Gletscher bis Brand[3]
      - Sarotlatal: rechtes Seitental, Zimba bis Kloster Maisäß
      - Lorenzitäli (Schliefwaldtobel): linkes Seitental, Glattjoch bis Ortsanfang Brand[3]

    - Gamperdonatal: linkes unbewohntes Seitental des Walgaus und Tal der Meng, Barthümeljoch bis Nenzing (inkl. Mengschlucht), Ferienhaussiedlung Nenzinger Himmel
      - Gamptal: linkes Seitental, Alpe Gamp

    - Galinatal: kleines Seitental des Walgaus, Galinakopf bis Nenzing, Galinaalpe
    - Saminatal: Seitental des Walgaus, Talbeginn ist in Liechtenstein, Falleck (Grenze Liechtenstein) bis Frastanz

  - Montafon: Region und Tal der oberen Ill, Bielerhöhe bis Bludenz
    - Ochsental: Hochgebirgstal, oberste Talabschnitt der Ill: Vermuntpass bis Silvretta-Stausee[4]
    - Klostertal (Silvretta): Hochgebirgstal westlich des Ochsentals mit dem Klostertalbach, Rote Furka bis Silvretta-Stausee[5]
    - Großvermunt: zweitoberster Talabschnitt der Ill, Bielerhöhe bis Vermunt-Stausee[4][5]
    - Kromertal: linkes Seitental im Montafon, Seelücke (Silvretta) bis Vermunt-Stausee[5]
    - Untervermunt: drittoberster Talabschnitt der Ill, Vermunt-Stausee bis Partenen[4][5]
    - Garneratal: linkes Seitental im Montafon, Garnerajoch bis Gaschurn[5]
    - Novatal oder Vermieltal[5] (Vermielbach): linkes Seitental im Montafon, Matschuner Joch bis St. Gallenkirch[4]
    - Gargellental (Suggadinbach): linkes bewohntes Seitental im Montafon, Gargellen bis Galgenul[4]
      - Vergaldatal: Vergaldner Joch bis Gargellen[4]
      - Valzifenztal: Schlappiner Joch bis Gargellen[5]
        - Wintertal: oberste Talabschnitt des Valzifenzbaches, Rotbühelspitze bis Schlappiner Joch

    - Gamperdelstal: linkes Seitental im Montafon, Plasseggenpass bis Tschagguns[5]
    - Gauertal (Rasafei): linkes Seitental im Montafon, Drusentor bis Tschagguns[5]
    - Rellstal: linkes Seitental im Montafon, Schweizertor bis Vandans[5]
    - Verbellatal: rechtes Seitental im Montafon, Verbellner Winterjöchle bis Partenen
    - Valschaviel oder Valschavieltal: rechtes Seitental im Montafon, Valschavieljöchle bis Gaschurn (Ortsteil Winkel)
    - Silbertal rechtes bewohntes Seitental im Montafon, Tal der Litz, Silbertaler Winterjöchle bis Schruns
      - Gaflunatal oder Rindertal: Seitental des Silbertals mit dem Gaflunabach, Gafluner Winterjöchle bis Untere Gafluna Alpe[4][5]
      - Wasserstubental

  - Laternsertal: bewohntes Seitental des Rheintals, Tal der Frutz, Furkajoch bis Rankweil
  - Frödischtal: unbewohntes Seitental des Rheintals, Hoher Freschen bis Muntlix
  - Ebniter Tal: bewohntes Seitental des Rheintals, Tal der Dornbirner Ach, Hoher Freschen bis Dornbirn[4]
  - Bregenzerwald: Region und Einzugsgebiet der Bregenzer Ach, Auenfeldsattel bis Ende Bregenzerachschlucht
    - Hinterer Bregenzerwald: Hinterer Talabschnitt, Siedlungen großteils am Talboden der Bregenzer Ach
      - Auenfeld: Quellgebiet der Bregenzer Ach, Auenfeldsattel bis Schröcken
      - Seebachtal: rechtes Seitental im Hinteren Bregenzerwald, Verbindung ins Hochtannberggebiet, Hochtannbergpass bis Schröcken, Ortschaft Neßlegg
      - Bizauer Tal: rechtes Seitental im Hinteren Bregenzerwald, Vorsäß Schönenbach bis Reuthe, Gemeinde Bizau
      - Dürrenbachtal[6]: linkes unbewohntes Tal des Dürrenbachs (Bregenzer Ach, Au), Töbelejoch bis Schoppernau
      - Damülser Tal: linkes bewohntes Seitental im Hinteren Bregenzerwald, Tal des Argenbachs, Fukajoch bis Au
      - Mellental: linkes Seitental im Hinteren Bregenzerwald, Portla Fürkele bis Mellau

    - Vorderer Bregenzerwald: Vorderer Talabschnitt und dessen Seitentäler, Siedlungen großteils auf der Höhe
      - Subersachtal: rechtes Seitental im Vorderen Bregenzerwald, Gerachsattel bis Lingenau
        - Rubachtal oder Hirschgundtal: rechtes Seitental des Subersachtals, Rohrmoossattel (D) bis Sibratsgfäll

      - Weißachtal: rechtes Seitental im Vorderen Bregenzerwald, Talbeginn ist in Deutschland, österreichischer Teil von Aach im Allgäu (Deutschland) bis Bozenau
        - Balderschwanger Tal: rechtes Seitental im Vorderen Bregenzerwald, Talbeginn ist in Deutschland, Tal der Bolgenach, Riedbergpass (Deutschland) bis Krumbach[4]
          - Lecknertal

      - Rotachtal: rechtes Seitental im Vorderen Bregenzerwald, Talbeginn ist in Deutschland, österreichischer Teil von Unterdreienau bis Bregenzerachschlucht

  - Leiblachtal: Region und Tal der Leiblach, Talbeginn ist in Deutschland, österreichischer Teil von Hohenweiler bis Lochau

- Kleinwalsertal: Region, Tal der Breitach, Gemeinde Mittelberg, bewohnt ist nur das Haupttal
  - Schwarzwassertal: unbewohntes linkes Seitental des Kleinwalsertals, Gerachsattel bis Riezlern
  - Duratal (Turabach): Starzeljoch bis Baad: Ursprungstal[7]
  - Derrental: Derrenjoch bis Baad: Ursprungstal der Breitach[7]
  - Bärgunttal: Hochalppass bis Baad: Ursprungstal der Breitach[7]
  - Gemsteltal: Gemstelpass bis Bödmen: Ursprungstal der Breitach[7]
  - Wildental: rechtes Seitental[7]

- Hochtannberggebiet (oberes Lechtal): Region, Einzugsgebiet des Lechs in Vorarlberg
  - Zugertal: oberste Talabschnitt des Lechs bis zum Dorfzentrum Lech, Ortschaft Zug
    - Spuller Tal
    - Stierlochtal

  - Lechtal: Tal des Lechs ab dem Ort Lech
  - Zürser Tal: rechtes Seitental, Flexenpass bis Dorfzentrum Lech, Ortschaft Zürs
  - Hochkrumbachtal: linkes Seitental, Hochtannbergpass bis Warth